# Stenlejtul
Stenlejtul är en ort i Mexiko.   Den ligger i kommunen Oxchuc och delstaten Chiapas, i den sydöstra delen av landet, 800 km öster om huvudstaden Mexico City. Stenlejtul ligger 2 109 meter över havet och antalet invånare är 139.
Terrängen runt Stenlejtul är kuperad. Runt Stenlejtul är det ganska tätbefolkat, med 67 invånare per kvadratkilometer. Närmaste större samhälle är Chanal, 16,2 km sydost om Stenlejtul. I omgivningarna runt Stenlejtul växer i huvudsak städsegrön lövskog.